# Oscar Arredondo
Oscar Arredondo y de la Mata (Havana, 18 de junho de 1918 — 2001) foi um paleontólogo cubano.

## Biografia
Oscar Arredondo estudou vertebrados fósseis do Plioceno encontrados em Cuba. Tornou-se membro da Sociedad Espeleológica de Cuba em 1945. Também foi membro da Sociedad Cubana de Historia Natural Felipe Poey, da Universidade de Havana, Instituto Cubano de Antropología e da Sociedad Cubana para la Protección y Conservación de la Naturaleza.